# Pristimantis samaipatae
Pristimantis samaipatae är en groddjursart som först beskrevs av Köhler och Karl-Heinz Jungfer 1995.  Pristimantis samaipatae ingår i släktet Pristimantis och familjen Strabomantidae. IUCN kategoriserar arten globalt som livskraftig. Inga underarter finns listade i Catalogue of Life.